# مزرعه کوثری
مزرعه کوثری یک منطقهٔ مسکونی در ایران است که در دهستان کوهستان (نائین) واقع شده‌است.